# Sterkrade
Sterkrade is een van de drie stadsdistricten van Oberhausen in de Duitse deelstaat Noordrijn-Westfalen.
Sterkrade kreeg in 1913 stadsrechten. In 1929 werd de stad samen met Osterfeld en Oberhausen an der Ruhr samengevoegd tot de grootstad Oberhausen. Op dat moment woonden er net iets meer dan 50.000 mensen in Sterkrade.

## Galerij

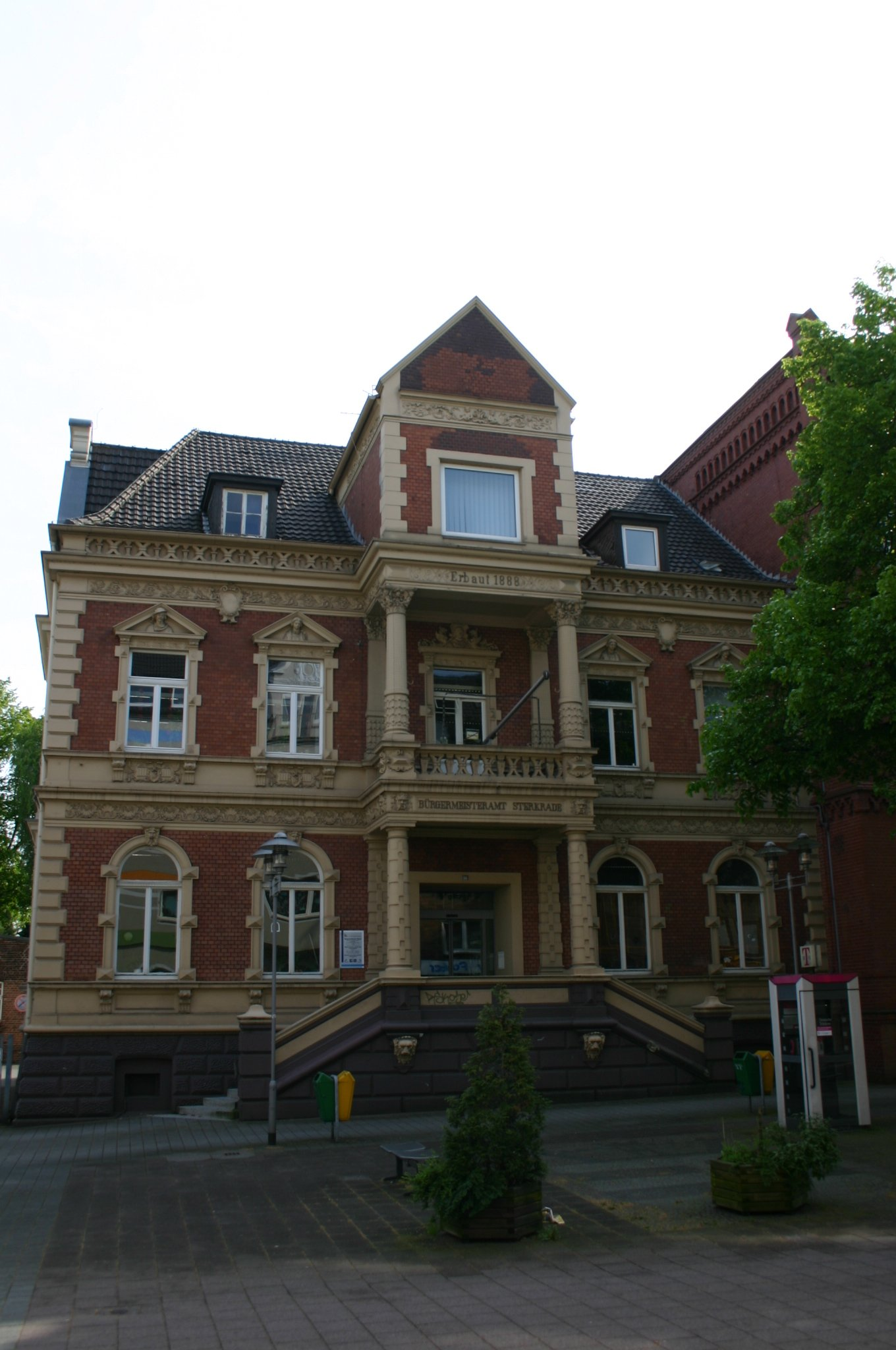
stadhuis
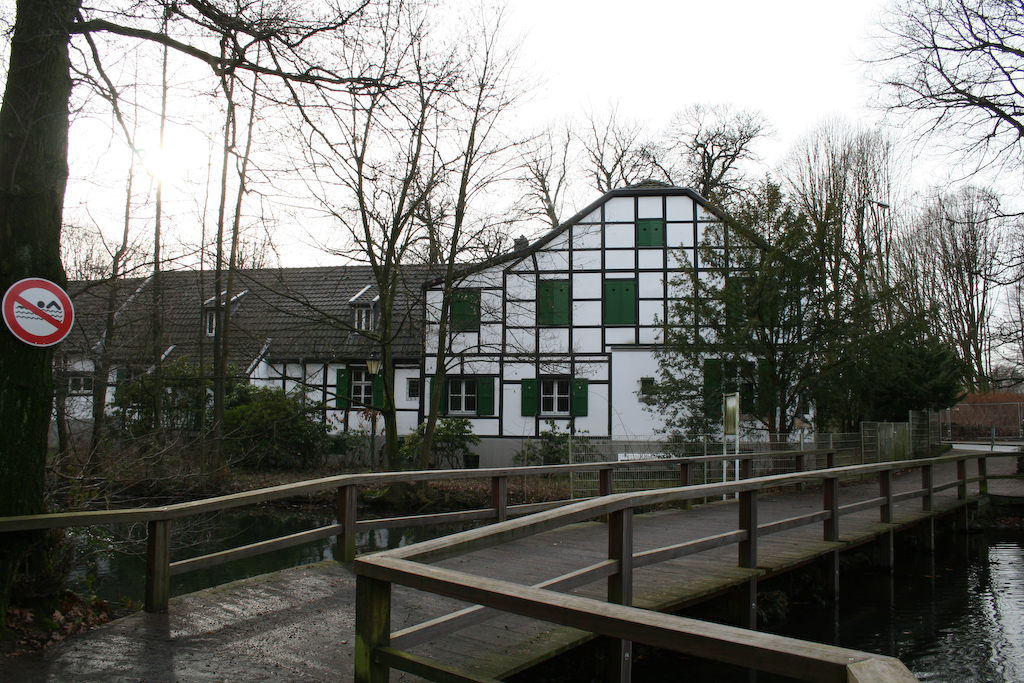
St.-Antony-Hütte
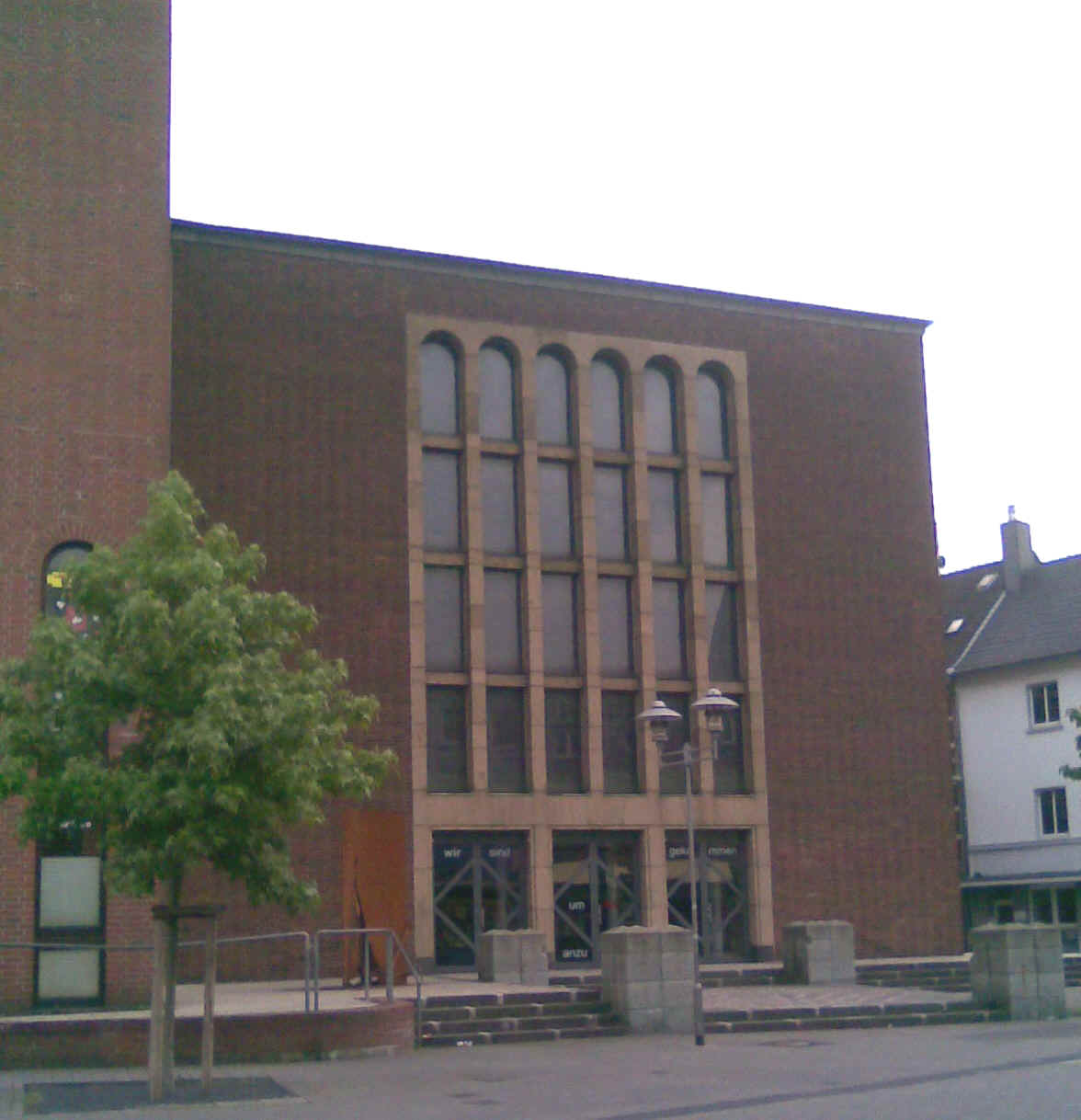
St. Clemens Kirche
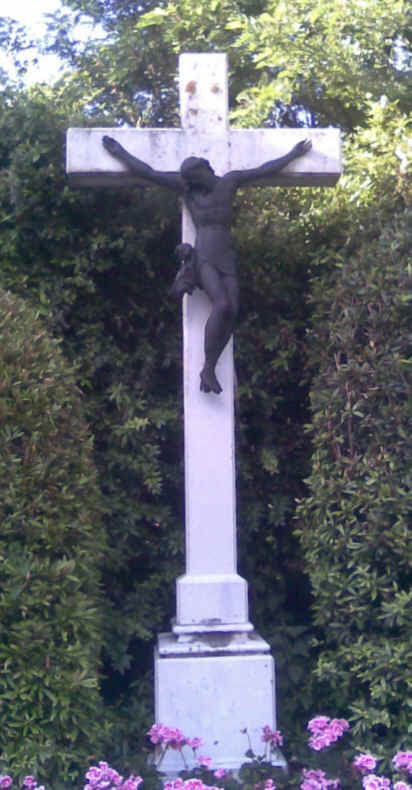
Hagelkreuz